# 西普魯士故土協會
西普魯士故土協會（德語：Landsmannschaft Westpreußen）是德国被驱逐者的一個組織，它由出生在西普魯士的德國人或其後裔组成。这些人在二战后，他們或逃亡或被驅逐到了德意志聯邦共和國。
該組織成立於1949年4月6日，總部位於北萊茵-威斯特法倫州的明斯特。它的現任主席是Sibylle Dreher夫人，CDU政治家艾麗卡·施泰恩巴赫是协会的一位著名的成員。西普魯士故土協會是被逐者聯邦的成員。